# Bříza zakrslá

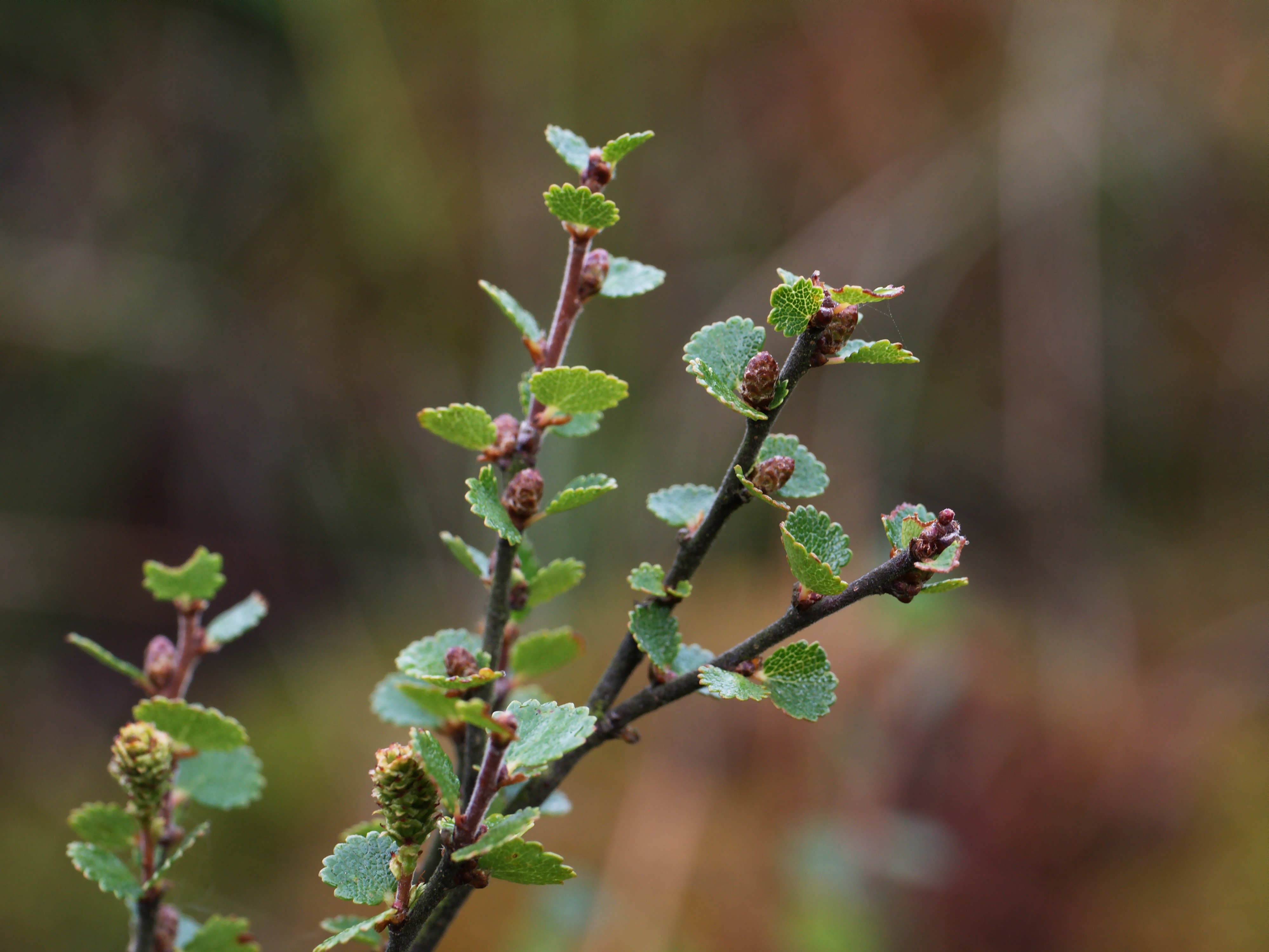
Samčí květenství

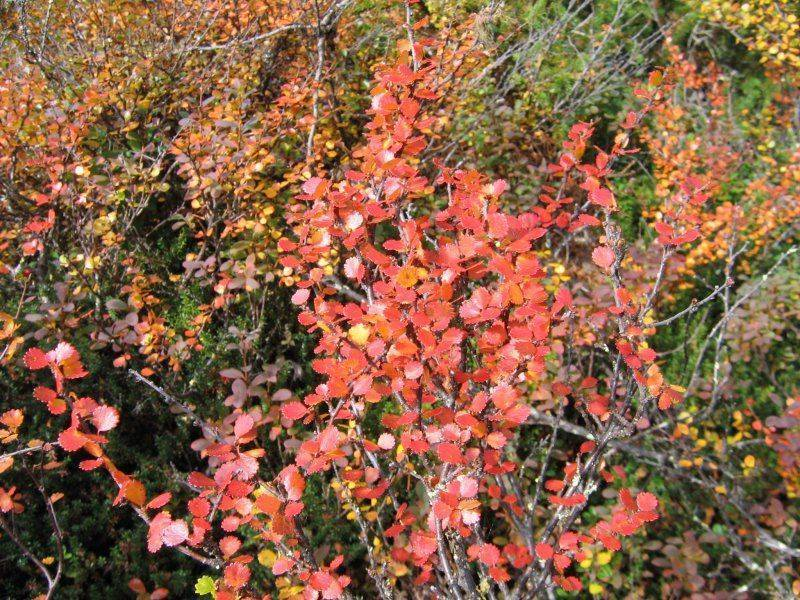
Listy před opadem

Bříza zakrslá (Betula nana) je nízká, jednodomá dřevina keřovitého vzrůstu, v minulosti známa pod jménem „bříza trpasličí“. V české přírodě se vyskytuje jen ojediněle a je považována za vzácný glaciální relikt. Z hlediska ohrožení je považována „Červeným seznamem cévnatých rostlin České republiky“ za druh kritický ohrožený (C1r) a „Vyhláškou MŽP ČR č. 395/1992 Sb., ve znění pozdějších předpisů“ je hodnocená jako druh silně ohrožený (§2). Podle IUCN je celosvětově považována za druh málo dotčený (LC).

## Rozšíření
Tento druh pochází ze severní a východní Evropy. Vyskytuje se od Severozápadního teritoria v Kanadě a od Grónska v Severní Americe přes sever a střed Evropy a dále přes Ural, sever západní Sibiře až po Dálný východ na severovýchodě Asie. Na jihu je jeho výskyt ohraničen severním Německem, severem Polskem a horami střední Evropy, na několika místech roste i v Alpách. Na severu překračuje i polární kruh. V současnosti je vzdálenost mezi jednotlivými areály větší než 1000 km, v minulých chladných obdobích ale navzájem souvisely.
V České republice je původním druhem a vzácně se vyskytuje pouze v Krušných horách, Jizerských horách a na Šumavě. V Novohradských a Orlických horách roste v těsné blízkosti státních hranic, ale na naše území nezasahuje. Výškové maximum v České republice je na šumavském Březníku v 1000 m n. m.

## Ekologie
Bříza zakrslá se vyskytuje na specifických místech, její stanoviště bývají nejčastěji omezená na vrchoviště, vřesoviště, rašelinné tundry a okraje vytěžených rašelinišť, stejně jako na horské nebo podhorské louky se silně kyselou půdou. Nejlépe ji vyhovují místa na mírných svazích se stabilní a nenarušovanou vegetací, pohyby půdy způsobené mrazem nebo sesuvy často rostliny zničí. Roste v substrátu na humus bohatém a silně kyselém, který má přes léto dostatek spodní vody, nesnese však zaplavování povrchovou vodou, to spíše snese sucho. V zimě potřebuje být před mrazem a ledem krytá stabilní sněhovou pokrývkou. Vyskytuje se až do nadmořské výšky 2200 m.
Je fanerofyt kvetoucí v době rašení listů, v dubnu a květnu. Plody uzrávají na podzim. Ploidie druhu je 2n (4x) = 28.

## Popis
Nízký, opadavý keř tvořící polykormon a vyrůstající do výše 20 až 50 cm. Má borku hnědou až tmavě šedou, větve vzpřímené nebo poléhavé, táhle kuželovité, uzlovité, v mládí hustě pýřité a později olysalé, někdy jsou řídce pokryté bradavčitými pryskyřičnými žlázkami. Mladé větvičky jsou načervenalé, hustě pýřité s bílými chloupky a vyrůstají na nich pupeny, které jsou vejčité, tupě špičaté, s lepkavými šupinami.
Listy rostou na nových výhoncích střídavě a jsou tvarem odlišné od ostatních druhů bříz rostoucích v české krajině. Jejich velmi malá čepel, velká 1 až 1,5 cm, je okrouhlá, někdy ledvinovitá, o málo širší než delší, po celém obvodu tupě vroubkovaná, na lícní straně je tmavozelená a lysá, na rubové je světlezelená, mírně lepkavá a se zřetelnými dvěma až čtyřmi páry postranních žilek. Listy mají 5 mm dlouhý řapík a na podzim se před opadem zbarví žlutě až červeně.
Je jednodomá dřevina, samčí i samičí květy vyrůstají na stejné rostlině. Samčí květenství jsou jehnědy přezimující v pupenech, bývají četnější, jsou přisedlé, široce válcovité, asi 1 cm dlouhé; každý květ má dva šupinovité okvětní lístky a dvě tyčinky se žlutými prašníky. Samičí květenství, také jehnědy, vyrůstají na krátkých, ochlupených stopkách na konci větviček, jsou vzpřímené, až 1 cm dlouhé a 5 mm tlusté, tmavě červené. Toto květenství obsahuje dva až tři květy bez okvětí, které mají spodní, dvouplodolistový semeník s jedním vajíčkem a dvě nitkovité blizny. Rostou v úžlabí trojklané, podpůrné šupiny klínovitého tvaru s přímými laloky, střední z nich je delší postranních. K opylení dochází větrem. Samičí květenství opadají po vypylení prašníků, samičí až s dozráním plodů.
Plod je úzká, jednosemenná, nepukavá nažka čočkovitého tvaru o šířce až 2 mm, s téměř nezřetelným křídlem po obou stranách. Je rozptylována větrem.

## Rozmnožování
Dřevina se může rozmnožovat pohlavně semeny, nebo vegetativně oddělky rostliny s kořeny. Semeny se množí velice vzácně, v Evropě jsou zralá semena pozorována jen řídce a často nebývají klíčení schopná. Na stanovišti se postupně vytváří polykormony, takže lze jen stěží stanovit počet rostlin a určit jejích věk.

## Význam
Bříza zakrslá bývá v České republice ojediněle využívána zahrádkáři-skalničkáři, kteří ji pěstují s dalšími drobnými křovinami a skalničkami v okrasných zahradách. V Laponsku je důležitým zdrojem paliva, neboť hoří i čerstvá.